# Wincenty Wodzinowski

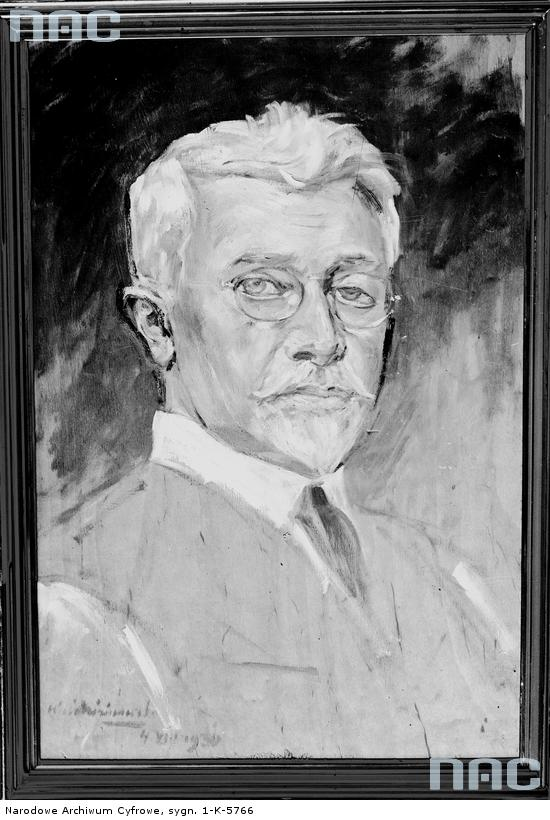
Selbstporträt des Künstlers von 1937

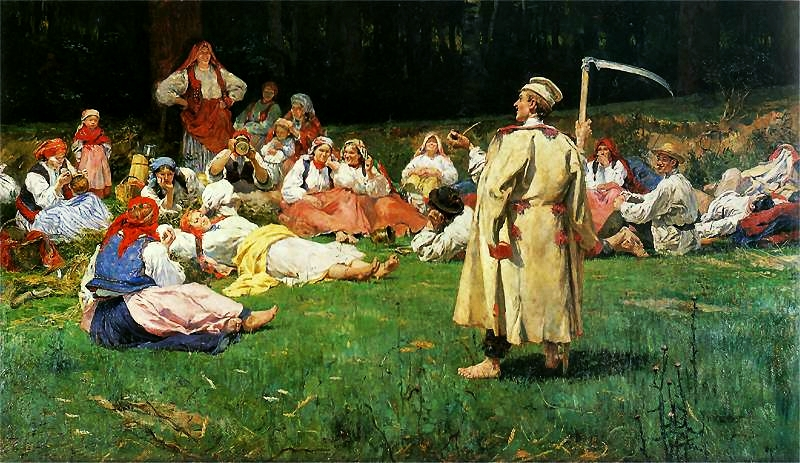
Gemälde „Odpoczynek żniwiarzy“ (Pause der Schnitter), Öl auf Leinwand, 1893, Bestand des Nationalmuseums in Warschau

Wincenty Wodzinowski (* 1866 in Igołomia; † 1940 in Krakau) war ein polnischer Maler und Pädagoge.

## Leben
Wodzinowski wurde in einem damaligen Vorort Krakaus geboren. Er lernte von 1880 bis 1881 in der Zeichenklasse unter Wojciech Gerson in Warschau. Von 1881 bis 1889 studierte er an der Akademie der Bildenden Künste in Krakau unter Władysław Łuszczkiewicz und Jan Matejko. In den Jahren 1891 und 1892 vertiefte er seine Kenntnisse an der Akademie der Bildenden Künste in München unter Alexander Wagner. Anschließend kehrte er nach Krakau zurück. Er war 1893 und 1894 im Organisationskomitee an der Gestaltung des Raclawice-Panoramagemäldes von Jan Styka beteiligt. Von 1896 bis zum Ersten Weltkrieg gab er Fortgeschrittenen-Malkurse für Frauen am Krakauer Gewerbemuseum.
Im Ersten Weltkrieg kämpfte Wodzinowski bei den Polnischen Legionen. Er gehörte der Bewegung Junges Polen an, hier zählte er mit Malern wie Fryderyk Pautsch zu den Vertretern der Volkskunst. Wodzinowski malte Landschaften, Porträts, realistische und symbolische Kompositionen sowie Genrebilder. Im Krakauer Stadtteil Azory ist eine Straße nach ihm benannt. Werke befinden sich im Warschauer Nationalmuseum und im Muzeum Historii Polskiego Ruchu Ludowego. Sein Schwiegersohn war der Künstler und Bühnenbildner Andrzej Stopka (1904–1973).